# 秋田高陽教会
秋田高陽教会（あきたこうようきょうかい）は、秋田県秋田市にある元基督教会、現在日本基督教団に所属する教会である。
1884年、米国ディサイプル派のG・T・スミス、C・E・ガルスト夫妻が秋田で伝道したことい始まる。秋田在住10か月でスミス夫人が死去した。夫人召天5年目にアメリカの出身教会の婦人の募金により、秋田市本町5丁目において2階建で鐘楼が付いている会堂が建設された。
その後、宣教師たちが本荘、土崎、横手、角館、院内、酒田、鶴岡、新庄、米沢に伝道する。秋田には2つの宣教師館を置いて、1905年秋田県で最初の幼稚園を開設した。1909年、マッコール宣教師夫妻は20年間2人の婦人宣教師、婦人伝道師、副牧師と伴い伝道して、1927年に塩谷嘉綱が牧師に就任すると翌年には、会員数が70名を超えた。1929年にマッコール宣教師が引き上げてから情勢が変化し、1938年に土地、建築資材、教会用長椅子を松沢教会に譲渡する。
1940年一番町に会堂と牧師館を建設し、1941年日本基督教団に加入し、秋田一番町教会と改称する。1968年7月秋田市高陽青柳町に教会堂と牧師館を建設し、秋田高陽教会と改称する。1972年に45年間牧会した塩谷嘉綱が死去する。
さらに、1981年に会堂と牧師館を新築した。